# Franco Dragone
Franco Dragone (Cairano, 12 dicembre 1952 – Il Cairo, 30 settembre 2022) è stato un regista e direttore teatrale italiano naturalizzato belga.
Si stima che, tra alcuni show del Cirque du Soleil da lui diretti e quelli della sua casa di produzione, quasi 80 milioni di persone nel mondo abbiano visto uno spettacolo di Franco Dragone. Nel 2015, l'insieme degli spettacoli di Dragone in attività nel mondo rappresenta una capacità di tre milioni di spettatori, con una proiezione di venti milioni per il 2020.
Fu esponente su scala mondiale di una forma originale di teatro che, partendo da simboli e spazi ancestrali, valorizza l'essere umano attraverso l'esaltazione del virtuosismo fisico-acrobatico, l'espressione gestuale e danzata, il ruolo della musica e della visualità pittorica su grande scala, con un ruolo creativo della tecnologia e della scenotecnica moderna per ampi spazi.
Dragone fu insignito di tre Obie Award e di un Los Angeles Critics' Award, oltre ad aver ricevuto la laurea honoris causa dall'Università del Quebec.
Fu fondatore e direttore artistico della compagnia Dragone, con sede in Belgio a La Louviére, gruppo tra i leader mondiali di eventi e spettacoli teatrali, per la maggior parte in luoghi permanenti appositamente edificati, conciliando l'alta spettacolarità con il rigore della ricerca artistica. La compagnia Dragone occupa 150 dipendenti a La Louviére e una media di altri 3/400 in ciascuno degli spettacoli in attività.

## Biografia
Nato in Italia, si trasferì a sette anni in Belgio, nella città di La Louvière in Vallonia, assieme alla famiglia. Qui frequentò il conservatorio di Mons e studiò lingue e scienze politiche, avvicinandosi al mondo del teatro, con un ruolo importante nelle origini del genere del teatro sociale, fortemente ispirato da Ariane Mnouchkine, Dario Fo e dalla commedia dell'arte moderna.
Nei primi anni ottanta, nel corso di alcune esperienze teatrali in Québec, entrò in contatto con quello che poi sarebbe diventato il Cirque du Soleil, introducendo in vari workshop il lavoro europeo sulla maschera e altre tecniche di teatro. Franco Dragone contribuisce in modo determinante a plasmare l'identità artistica del Cirque du Soleil, scrivendo e dirigendo quasi tutti gli spettacoli dal 1995 al 1998: in totale dieci titoli rappresentati per anni nei cinque continenti, tra cui i celebri Saltimbanco (1992) e Alegria (1994). Di essi, tre continuano tuttora ad essere rappresentati in teatri permanenti: Mystère (dal 1993) e O (dal 1998) a Las Vegas; La Nouba (dal 1998) a Orlando. 
Nel 2000 tornò a La Louvière dove fondò la casa di produzione che guidò anche in seguito, staccandosi completamente dall'estetica del Cirque du Soleil, verso una propria visione creativa originale.
Nel 2003, creò lo spettacolo di Céline Dion A New Day... al Caesars Palace di Las Vegas, dove l'artista si esibì per duecento sere accompagnata da corpo di ballo ed effetti speciali. Esso era ispirato a O, uno degli ultimi spettacoli che Dragone diresse per il Cirque, ancora rappresentato nella Sin City.
Negli ultimi anni Franco Dragone con la sua compagnia ha contribuito a fissare nuovi standard mondiali nel campo dei teatri costruiti per spettacoli permanenti, sia dal punto di vista dei risultati artistici che della sofisticazione architettonica, specializzandosi tra l'altro nello sviluppo creativo del video al servizio del teatro, e nella scenotecnica acquatica.
Nel 2005 Dragone creò Le Reve a Las Vegas (2005), commissionato dal magnate dell'industria alberghiera Steve Wynn. Lo spettacolo fu rappresentato in contemporanea agli altri due che il regista aveva già creato per il Cirque du Soleil, rimodellando il paesaggio stesso e l'estetica di Las Vegas: per il sociologo Chris Jones della Columbia University, quello di Franco Dragone era "uno dei contributi più notevoli alla cultura urbana americana moderna".
The House of Dancing Waters debuttò nel 2010 a Macao. Quest'ultima opera in meno di cinque anni radunò 3.200.000 spettatori con duemila repliche.
In seguito a tale successo, il gruppo cinese Dalian Wanda Group, decise di investire su Dragone 1 miliardo e 650 milioni di dollari per la realizzazione di sei spettacoli teatrali permanenti in Cina.
Nel 2014 a Wu Han (Cina), per lo spettacolo The Han Show fu costruito il più sofisticato teatro esistente sul pianeta. Esso include una scena trasformabile in piscina profonda 8 metri e i più grandi video-schermi mobili mai realizzati. Tale teatro nel 2015 ha vinto il Live Design Award come "best theatre in the world".

Nel 2015 debuttò anche The Dai Show nella città di Xishuangbanna (Cina), in un apposito teatro circolare, anch'esso con scena acquatica, dall'architettura avveniristica.
Nel 2015 Franco Dragone creò Paris Merveille, la nuova rivista del Lido di Parigi.
Specialista anche in grandi eventi speciali, Dragone curò tra l'altro la cerimonia di apertura e di chiusura dei Mondiali di calcio Brasile 2014.
Nel 2014 scrisse la prefazione alla raccolta Cairano. Relazioni Felicitanti, un'opera ambientata interamente nel suo paese d'origine. L'idea era partita proprio da Dragone come omaggio alla sua terra.
Franco Dragone è morto a causa di una grave infezione toracica a Il Cairo, in Egitto, il 30 settembre 2022 all'età di 69 anni.